# TV dinner

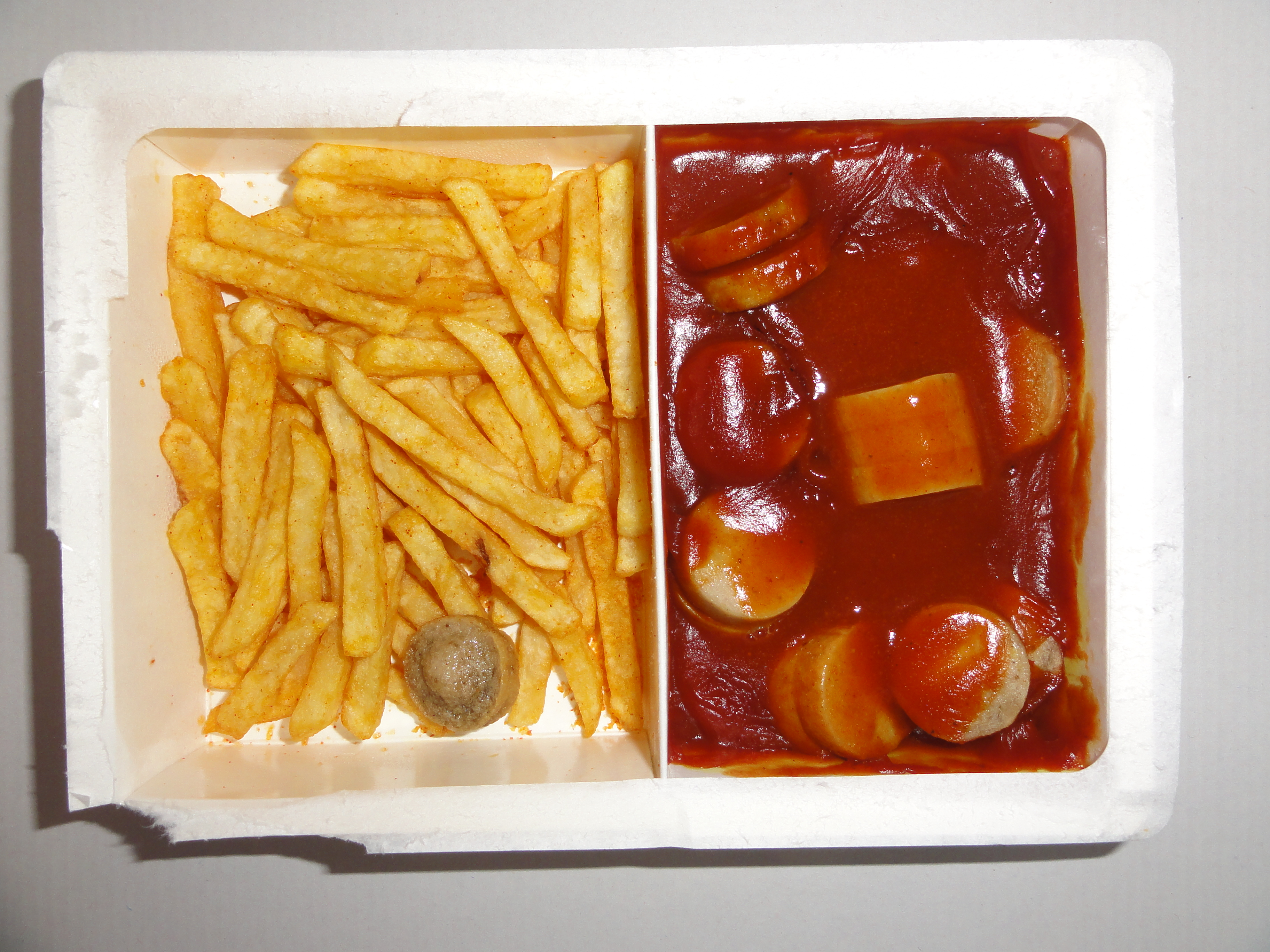
Một đĩa ăn TV dinner của Đức (cà ri với khoai tây chiên).

TV dinner (hay còn được gọi là bữa ăn đóng gói sẵn, bữa ăn làm sẵn, bữa ăn sẵn, bữa tối đông lạnh, bữa ăn đông lạnh, bữa ăn trong lò vi sóng/lò nướng) là một thuật ngữ để chỉ bữa ăn đông lạnh đóng gói được chia thành từng phần cho một cá nhân. TV dinner ở Mỹ và Canada thường bao gồm một loại thịt cho món chính và đôi khi là rau, khoai tây/món tráng miệng cho món phụ. Ngoài ra, món chính cũng có thể là mì ống hoặc cá. Trong các bữa tối trên truyền hình ở châu Âu, các món ăn Ấn Độ và Trung Quốc là phổ biến. 
Thuật ngữ TV dinner lần đầu tiên được sử dụng như một phần của thương hiệu bữa ăn đóng gói được phát triển vào năm 1953 bởi công ty CA Swanson (tên đầy đủ là TV Brand Frozen Dinner). TV dinner ban đầu được đựng trong khay nhôm và được làm nóng trong lò vi sóng/nướng. Ở Mỹ và Canada, thuật ngữ này đồng nghĩa với bất kỳ bữa ăn hoặc món ăn đóng gói nào ("bữa tối") được mua đông lạnh trong siêu thị và làm nóng ở nhà.
Hiện nay, hầu hết các khay thực phẩm đông lạnh được làm bằng vật liệu dùng được trong lò vi sóng và dùng một lần, thường là nhựa.

## Lịch sử

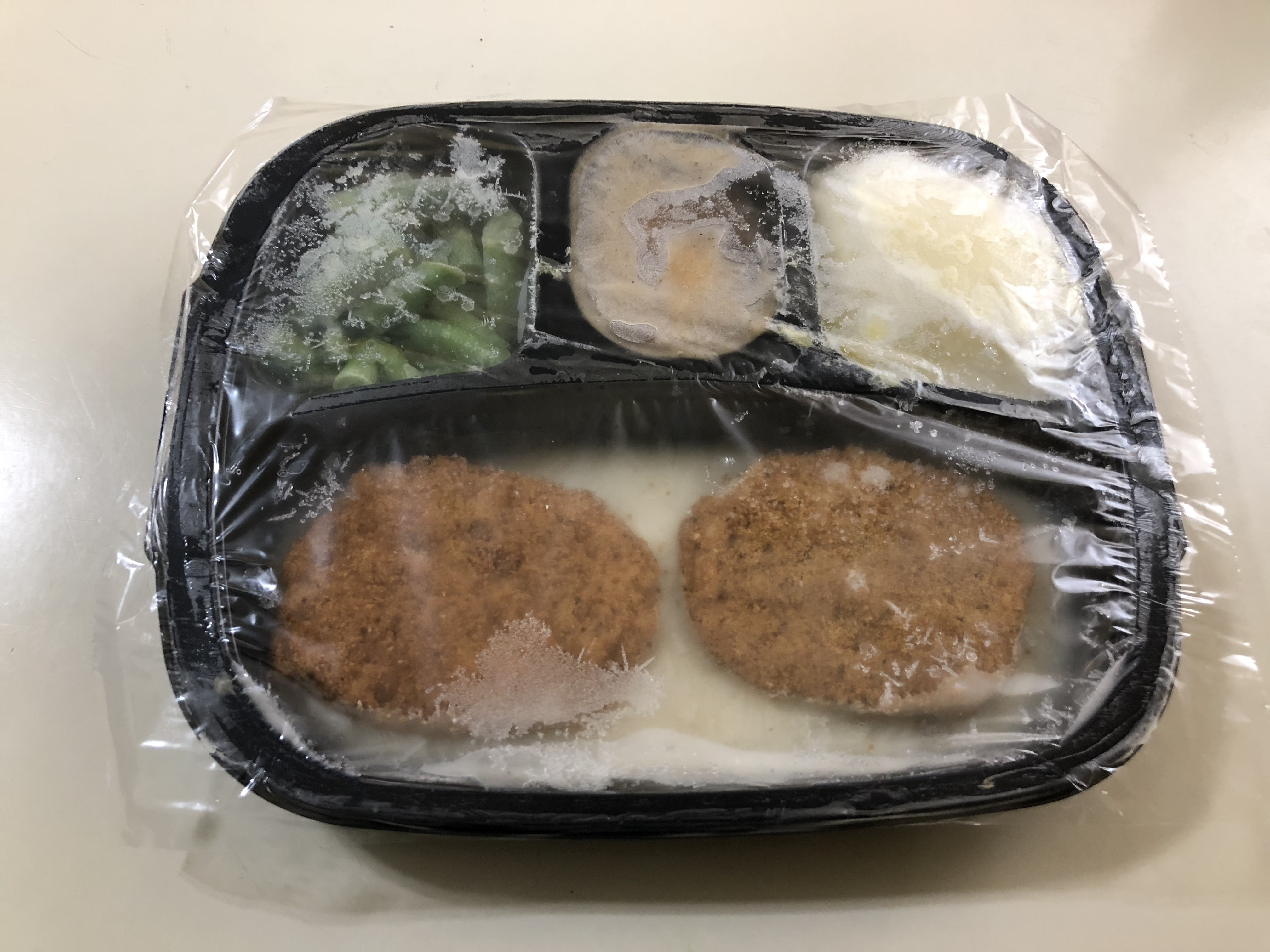
Bữa tối trên truyền hình Swanson "Hungry-Man Country Fried Chicken".

Một số công ty với quy mô nhỏ hơn đã sản xuất bữa tối đông lạnh trước đó, nhưng công ty đầu tiên đạt được thành công là Swanson. TV dinner với thương hiệu Swanson đầu tiên được sản xuất tại Hoa Kỳ và bao gồm một bữa ăn Lễ Tạ ơn với gà tây, sốt bánh mì ngô, đậu đông lạnh và khoai lang, tất cả được đóng gói trong một khay giống như những thứ được sử dụng vào thời điểm đó cho dịch vụ thức ăn hàng không. Mỗi món sẽ được đặt trong một ngăn riêng. Các khay đựng đồ ăn sẽ được sắp xếp sao cho hợp lý: toàn bộ bữa tối có thể được lấy ra khỏi bao bì bên ngoài như một bộ phận, khay có lớp bọc bằng giấy nhôm có thể được làm nóng trực tiếp trong lò mà không cần thêm bất kỳ món ăn/gia vị nào và người ta có thể ăn bữa ăn trực tiếp từ khay. Sản phẩm được nấu trong 25 phút ở 425 °F (218 °C) và vừa với "bàn TV". TV dinner ban đầu được bán với giá 98 xu cho mỗi suất và ước tính sẽ sản xuất 5.000 bữa tối cho năm đầu tiên. 
Cái tên "TV dinner" được đặt ra bởi Gerry Thomas - người được cho phát minh ra nó (mặc dù vẫn còn nhiều tranh cãi). Vào thời điểm sản phẩm được giới thiệu, TV là một biểu tượng cho sự phát triển của nhân loại. Thomas cho rằng cái tên "TV dinner" nghe khá giống như một sản phẩm được tạo ra để thuận tiện cho việc ăn liền mà không cần nấu, và các giám đốc điều hành của Swanson đã đồng ý với tên trên.
Qua thời gian, nhiều thay đổi đã được tạo ra kể từ khi những TV dinner đầu tiên được bán trên thị trường. Ví dụ, các món chính như gà rán, mỳ Ý, bít tết Salisbury và các món ăn Mexico đã thay thế cho gà tây và được giới thiệu rộng rãi. Các đối thủ như Banquet và Morton cũng đã bắt đầu cung cấp bữa tối đông lạnh đóng gói sẵn với giá thấp hơn Swanson. Các thay đổi khác ngoài ra còn bao gồm:
- 1960 - Swanson thêm các món tráng miệng (chẳng hạn như táo và bánh hạnh nhân) vào khay bốn ngăn mới;
- 1969 - Bữa sáng trên TV đầu tiên được bán trên thị trường (bánh kếp và xúc xích là những món được yêu thích). Great Starts Breakfasts và bánh mì kẹp cho bữa sáng (chẳng hạn như trứng và thịt xông khói Canada) đã được ra đời sau đó;
- 1973 - Bữa tối đầu tiên của Swanson, "Hungry-Man" đã được bán trên thị trường; chúng chứa những phần thức ăn lớn hơn so với bữa tối thông thường của nó. Cầu thủ bóng đá người Mỹ "Mean" Joe Greene là người phát ngôn của "Hungry-Man";
- 1986 - Các khay an toàn cho lò vi sóng đầu tiên được bán trên thị trường[4].

Các bữa ăn đông lạnh ngày nay có xu hướng được đựng trong khay an toàn cho lò vi sóng/lò nướng. Các dòng sản phẩm cũng có xu hướng cung cấp đa dạng các loại bữa tối hơn. Những bữa tối này, còn được gọi là bữa ăn trong lò vi sóng/lò nướng, có thể được mua ở hầu hết các siêu thị. Chúng được bảo quản đông lạnh. Để chế biến chúng, người ta chỉ cần tháo bọc hoặc tháo nắp nhựa để làm nóng thức ăn trong lò vi sóng trong vài phút. Chúng rất tiện lợi vì về cơ bản chúng không yêu cầu thời gian chuẩn bị ngoài việc đun nóng, mặc dù một số bữa tối đông lạnh có thể yêu cầu người chuẩn bị thực hiện một cách ngắn gọn bước trung gian (chẳng hạn như khuấy khoai tây nghiền giữa chu kỳ gia nhiệt) để đảm bảo đủ nhiệt và độ đồng nhất của các mặt hàng thành phần.

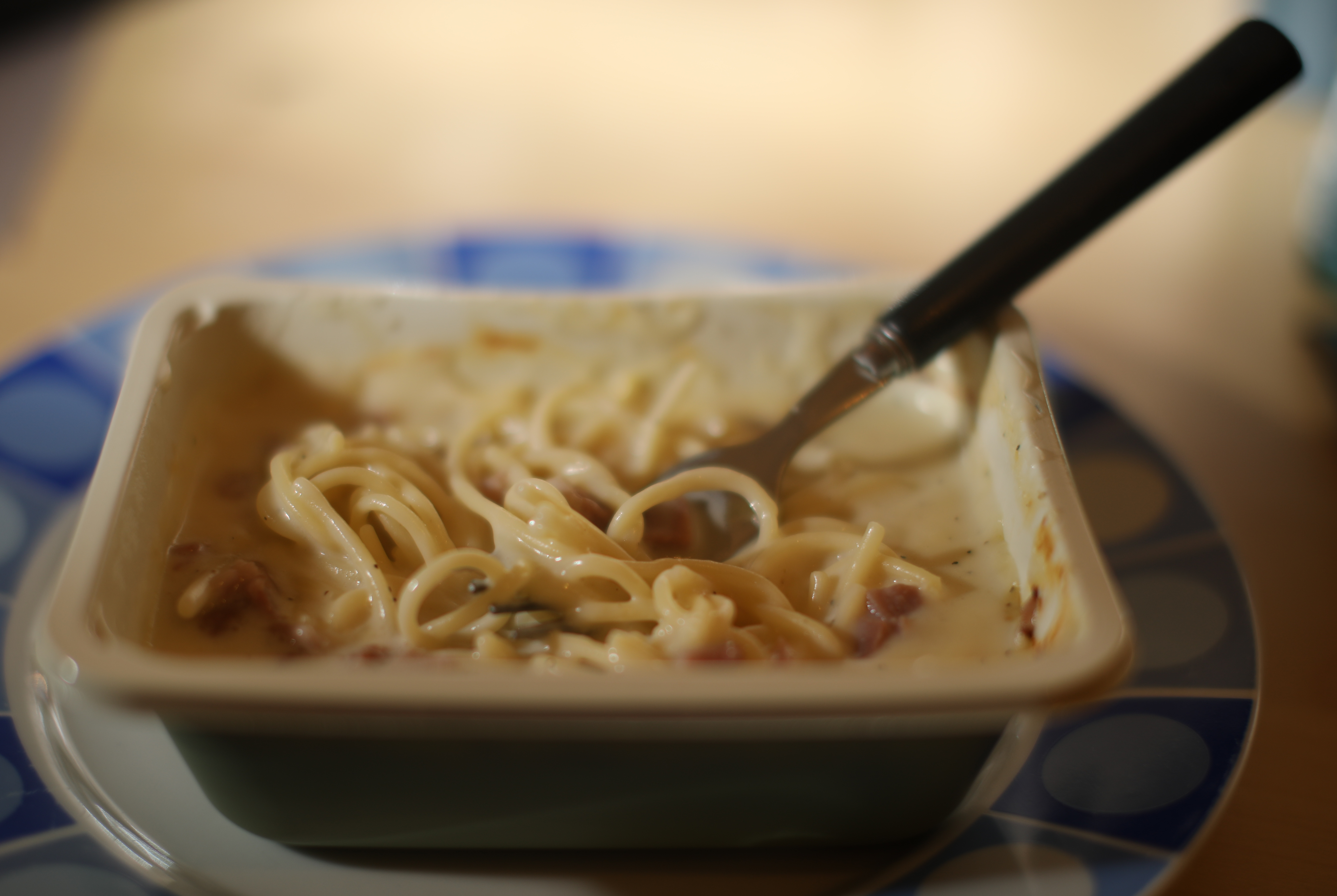
Một bữa ăn Spaghetti carbonara của Anh đã sẵn sàng sau khi được nướng trong lò vi sóng.

Ở Vương quốc Anh, bữa ăn đông lạnh chế biến sẵn lần đầu tiên được phổ biến rộng rãi vào cuối những năm 1970. Kể từ đó, họ đã dần trở nên phổ biến với việc gia tăng sở hữu tủ đông lạnh và lò vi sóng tại nhà. Các xu hướng nhân khẩu học như sự gia tăng của các hộ gia đình nhỏ hơn cũng ảnh hưởng đến việc bán loại thực phẩm này và các loại thực phẩm tiện lợi khác. Năm 2003, Vương quốc Anh đã chi 5 triệu bảng Anh mỗi ngày cho các bữa ăn sẵn và là nước tiêu thụ nhiều nhất ở châu Âu.
Các bữa ăn chế biến sẵn không đông lạnh mà chỉ đơn thuần là ướp lạnh và cần ít thời gian hâm lại, cũng phổ biến và được bán ở hầu hết các siêu thị. Các bữa ăn đã được ướp lạnh sẵn dùng để hâm nóng và sử dụng ngay lập tức. Mặc dù hầu hết người tiêu dùng có thể để đông lạnh sau khi mua, chúng vẫn có thể được làm nóng từ đông lạnh hoặc có thể phải rã đông hoàn toàn trước khi hâm nóng.
Nhiều loại bữa ăn sẵn đông lạnh và ướp lạnh khác nhau hiện đã có sẵn ở Vương quốc Anh, bao gồm các công thức nấu ăn dành cho người sành ăn, các món ăn hữu cơ và chay, ẩm thực truyền thống của Anh và nước ngoài, các bữa ăn dành cho trẻ nhỏ.

## Người phát minh
Danh tính của người phát minh ra TV dinner chưa được xác định rõ ràng. Trong một tài khoản, lần đầu tiên được công bố vào năm 1996, cựu giám đốc điều hành của Swanson, Gerry Thomas đã cho biết ông chính là người đã hình thành ý tưởng này sau khi nhận thấy công ty đang  thừa một lượng lớn gà tây đông lạnh vì doanh số bán hàng kém trong Lễ Tạ ơn.
Betty Cronin, một nhà vi khuẩn học làm việc tại CA Swanson and Sons cũng được ghi nhận với những đóng góp quan trọng cho phát minh này. Cô đã tham gia vào việc thiết kế kỹ thuật các món ăn tối có thể đông lạnh sau đó hâm nóng lại thành công.
Ý tưởng của Swanson không phải là nguyên bản. Năm 1944, bữa tối đông lạnh của William L. Maxson được phục vụ trên máy bay. Các bữa ăn đóng gói sẵn khác cũng được bán trước TV dinner của Swanson. Năm 1948, trái cây và rau quả đông lạnh đơn giản được kết hợp với cái mà lúc đó được gọi là 'đĩa ăn tối' với món chính là khoai tây và rau. Năm 1952, bữa tối đông lạnh đầu tiên trên khay nhôm có sẵn trong lò nướng đã được Quaker States Foods giới thiệu dưới thương hiệu One-Eye Eskimo. Quaker States Foods đã có được sự tham gia của các công ty khác bao gồm Frigi-Dinner, trong đó cung cấp các nguyên liệu như như thịt bò hầm với ngô và đậu Hà Lan, thịt bê, món garu Hungary với đậu và khoai tây, và mì xào gà với trứng cuộn và cơm chiên. Swanson - một nhà sản xuất lớn gia cầm đóng hộp và đông lạnh ở Omaha, Nebraska, đã có thể thúc đẩy doanh số bán hàng rộng rãi và sự thích nghi của bữa tối đông lạnh bằng cách sử dụng thương hiệu được công nhận trên toàn quốc với một chiến dịch tiếp thị toàn quốc có tên gọi "Operation Smash" và tên quảng cáo "TV dinner", đã khai thác sự hào hứng của công chúng đối với một cách ăn mới.

## Sản xuất
Quy trình sản xuất TV dinner được tự động hóa cao và trải qua ba bước chính. Các bước đó lần lượt là chuẩn bị thực phẩm, xếp khay và cấp đông. Trong quá trình chế biến thực phẩm, rau và trái cây thường được đặt trên đai di chuyển và rửa sạch, sau đó cho vào hộp để hấp hoặc luộc trong vòng 1–3 phút. Quá trình này được gọi là chần, và được sử dụng như một phương pháp để phá hủy các enzym trong thực phẩm có thể gây ra các biến đổi hóa học ảnh hưởng tiêu cực đến hương vị và màu sắc tổng thể của trái cây và rau quả. Đối với các loại thịt, trước khi nấu, chúng được lọc bớt mỡ và cắt thành các kích cỡ phù hợp. Cá thường được làm sạch và cắt thành phi lê, và gia cầm thường được rửa kỹ và sơ chế. Sau đó, thịt được tẩm gia vị, đặt trên khay và nướng trong lò nướng trong một khoảng thời gian xác định trước. Sau khi tất cả thực phẩm đã sẵn sàng được đóng gói, nó sẽ được đưa đến các dây chuyền chiết rót. Thực phẩm được đặt trong các ngăn của nó khi các khay đi qua nhiều máy chiết rót; để đảm bảo rằng mỗi bữa tối đóng gói đều nhận được lượng thức ăn như nhau, các thiết bị chiết rót được quy định nghiêm ngặt.
Thực phẩm trải qua quá trình đông lạnh bằng nitơ lỏng. Sau khi thực phẩm được đặt trên băng chuyền, nó sẽ được phun nitơ lỏng sôi tiếp xúc với thực phẩm đông lạnh. Phương pháp cấp đông nhanh thực phẩm tươi sống này được sử dụng để giữ được chất lượng tự nhiên của thực phẩm. Khi thực phẩm được làm lạnh bằng phương pháp đông lạnh, các tinh thể đá nhỏ được hình thành trong khắp thực phẩm, về lý thuyết, có thể bảo quản thực phẩm vô thời hạn nếu được bảo quản an toàn. Đông lạnh bằng phương pháp đông lạnh (?) được sử dụng rộng rãi vì nó là một phương pháp để đông lạnh nhanh, hầu như không cần mất nước, loại trừ oxy, do đó làm giảm sự hư hỏng do oxy hóa và ít gây hư hỏng cho các miếng đông lạnh riêng lẻ. Do chi phí vận hành cấp đông lạnh cao, nó thường được sử dụng cho các sản phẩm thực phẩm có giá trị cao như TV dinner, đây là ngành công nghiệp trị giá 4,5 tỷ USD mỗi năm đang tiếp tục phát triển với sự ra đời liên tục của các công nghệ mới.
Sau đó, các bữa tối được bao phủ bởi giấy nhôm hoặc giấy bọc nhựa, và sản phẩm được đóng gói chặt chẽ với một phần chân không được tạo ra để đảm bảo không xảy ra hiện tượng bay hơi khiến thực phẩm bị khô. Sau đó, các bữa tối đóng gói được đặt trong kho lạnh, vận chuyển bằng xe tải lạnh và được bảo quản trong tủ đông của cửa hàng tạp hóa. TV dinner được chuẩn bị theo các bước nói trên - tức là, đông lạnh và đóng gói đúng cách và có thể giữ ở trạng thái gần như hoàn hảo trong một thời gian dài, miễn là chúng được bảo quản ở mức -18 °C trong quá trình vận chuyển và bảo quản.

## Vấn đề sức khỏe
Quá trình đông lạnh có xu hướng làm giảm hương vị của thực phẩm và các bữa ăn do đó được chế biến nhiều muối và chất béo để bù đắp. Ngoài ra, việc sản phẩm có thời hạn sử dụng trong thời gian dài thường có nghĩa là các công ty sẽ sử dụng dầu thực vật hydro hóa một phần cho một số mặt hàng (điển hình là món tráng miệng). Dầu thực vật hydro hóa một phần có nhiều chất béo chuyển hóa và được chứng minh là có ảnh hưởng xấu đến sức khỏe tim mạch. Các TV dinner hầu như luôn ít dinh dưỡng hơn đáng kể so thực phẩm tươi sống và được pha chế để có thể ăn được sau thời gian dài bảo quản, do đó thường yêu cầu các chất bảo quản như butylated hydroxytoluene. Tuy nhiên, cũng sẽ có một số khác biệt về giá trị dinh dưỡng và thành phần giữa các thương hiệu.
Trong những năm gần đây, TV dinner đã có sự thúc đẩy của một số nhà sản xuất và bán lẻ độc lập để tạo ra các bữa ăn ít muối và chất béo và không có chất phụ gia nhân tạo. Ở Anh, hầu hết các siêu thị ở Anh cũng đã bắt đầu sản xuất những sản phẩm "ăn uống lành mạnh" của riêng mình. Gần như tất cả các bữa ăn sẵn ướp lạnh hoặc đông lạnh được bán ở Vương quốc Anh hiện nay đều được dán nhãn rõ ràng với hàm lượng muối, đường và chất béo và lượng tiêu thụ dinh dưỡng khuyến nghị hàng ngày. Mối quan tâm về bệnh béo phì và các sáng kiến công khai của chính phủ như của Cơ quan Tiêu chuẩn Thực phẩm  và Dịch vụ Y tế Quốc gia  đã khuyến khích các nhà sản xuất giảm lượng muối và chất béo trong những thực phẩm chế biến sẵn.